# Crocodile Rock
"Crocodile Rock" é uma canção escrita por Elton John e Bernie Taupin, e gravada em junho de 1972 no Strawberry Studios, no Château d'Hérouville na França. Foi lançado em 20 de novembro de 1972 nos Estados Unidos e em 27 de outubro de 1972 no Reino Unido, como um único pré-lançamento de seu próximo álbum Don't Shoot Me I'm Only a Piano Player, permanecendo com hit nº1 por quase três semanas. 
O single é dominado por um órgão Farfisa, tocado por John. O Farfisa é facilmente reconhecível pelo seu som e ritmo, enquanto as letras tem um olhar nostálgico de Rock and roll, e um relacionamento com uma mulher chamada Suzie.

## Inspiração
A canção foi criada quando John descobriu que a banda australiana Daddy Cool fizem sucesso com o single "Eagle Rock" no início dos anos 1970. Elton John ouviu a canção pela primeira vez em uma turnê da banda pela Austrália e ficou muito impressionado. A canção também parece ter sido fortemente influenciada pelo hit "Little Darlin" do grupo doo wop The Diamonds. O coro assemelha a "Speedy Gonzales" por Pat Boone.